# Deserteurdenkmal (Köln)

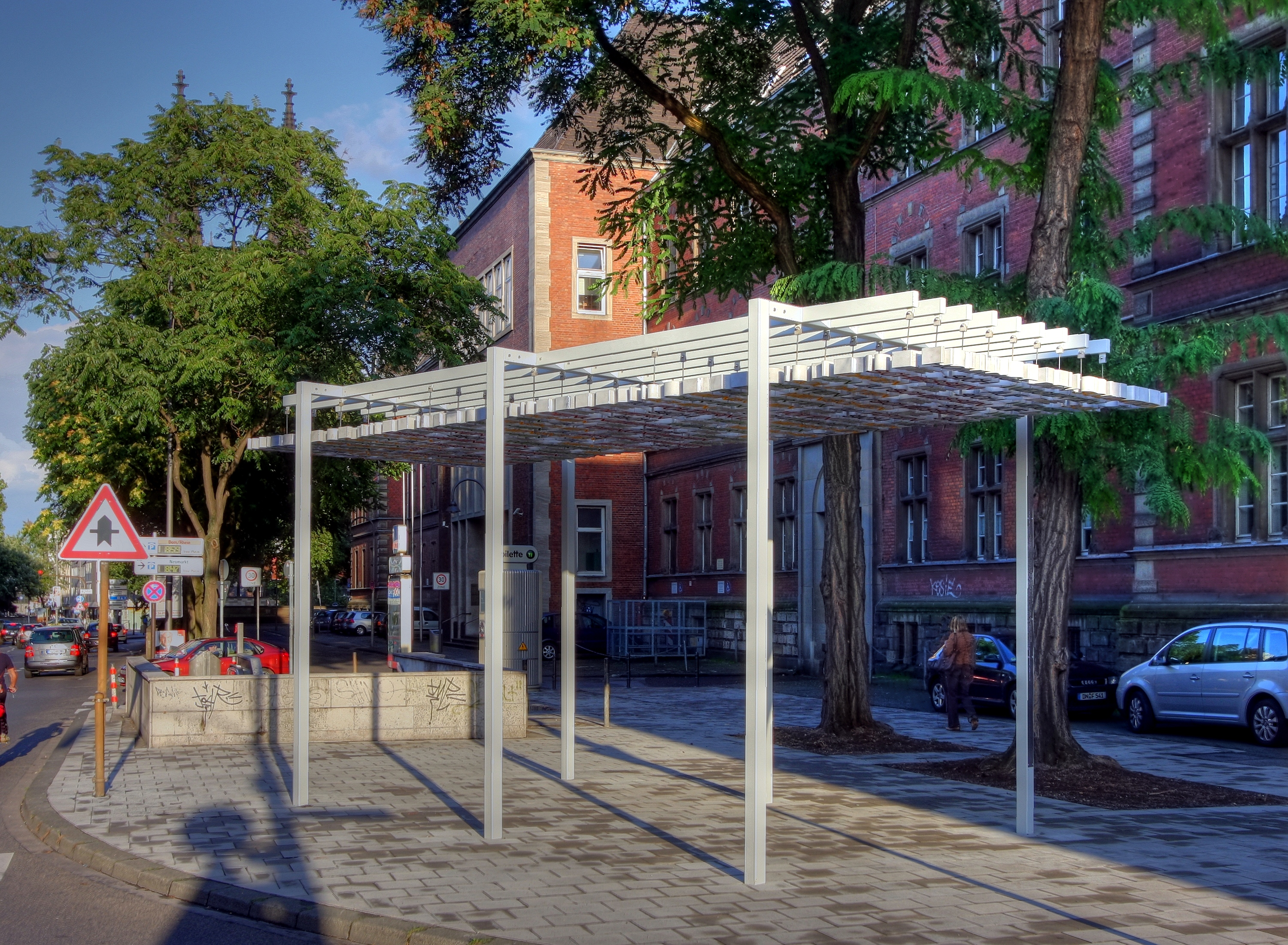
Kölner Deserteurdenkmal am Appellhofplatz, Ecke Burgmauer / Neven-Du-Mont-Straße

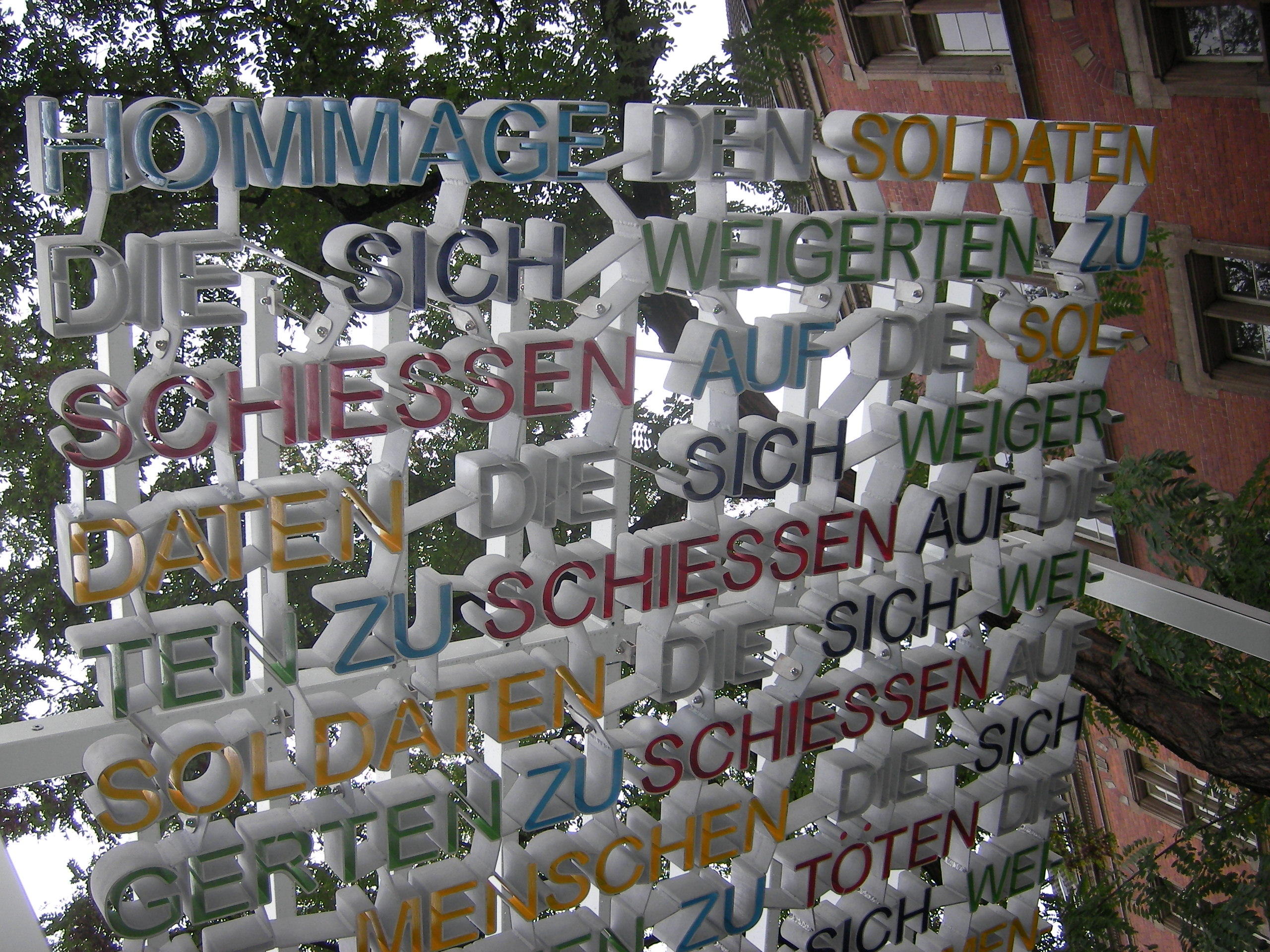
Die Inschrift

Das Deserteurdenkmal (Denkmal für die Opfer der NS-Militärjustiz) in Köln-Altstadt-Nord am Appellhofplatz würdigt in Form einer Pergola des Schweizer Designers Ruedi Baur Deserteure und Kriegsgegner aus der Zeit des Nationalsozialismus. Es wurde anlässlich des 70. Jahrestags des Überfalls der deutschen Wehrmacht auf Polen am 1. September 2009 offiziell der Öffentlichkeit übergeben.
Das Denkmal steht in gleicher Entfernung zu drei historisch relevanten Gebäuden: dem ehemaligen Zeughaus (heute ein Gebäude des Kölner Stadtmuseums), dem EL-DE-Haus, in dem die Gestapo einst ihre Folterkammer betrieb (heute das NS-Dokumentationszentrum) sowie dem Gebäude der ehemaligen Kölner Strafjustiz, wo während des Nationalsozialismus mindestens 123 Personen zum Tode verurteilt wurden. 
Der Aufstellung des Denkmals ging ein entsprechender Antrag der PDS an den Rat der Stadt Köln vom 28. September 2006 voraus, der von SPD und Bündnis 90/Die Grünen unterstützt wurde. Daraufhin fasste der Stadtrat den Beschluss, Deserteuren, „Wehrkraftzersetzern“ und Kriegsdienstverweigerern ein Denkmal zu setzen und stellte dafür 50.000 Euro zur Verfügung. Zusätzlich sollten Spenden gesammelt werden. Am 13. November 2008 sprach sich der Rat mehrheitlich für einen Künstlerwettbewerb zur Gestaltung des Denkmals aus. Der Entwurf des Schweizer Grafikdesigners Ruedi Baur und seines Teams überzeugte die Jury am 24. April; am 30. Juni 2009 entsprach der Stadtrat deren Empfehlung. Letztlich stellte die Stadt statt der ursprünglich geplanten 50.000 Euro sogar 80.000 Euro zur Verfügung, sodass für die auf 90.000 Euro veranschlagte Umsetzung „nur“ noch weitere 10.000 Euro über Spenden zusammenzutragen waren.
Bei der Recherche bediente man sich des Militärarchivs Freiburg, der Akten der Divisionsgerichte sowie der so genannten Todesurteils-Kartei. Dabei konnte ermittelt werden, dass 104 Kölner Soldaten desertierten, überwiegend dauerhaft als so genannte „Fahnenflucht“, teilweise nur vorübergehend („Unerlaubte Entfernung“). In fast allen Fällen waren es Soldaten der unteren Dienstgrade.
Um die Inschrift des Denkmals zu lesen, muss der Blick nach oben gewendet werden, es zeigt seinen Text scheinbar in den Himmel geschrieben, ohne festen Hintergrund in bunten Lettern aus Aluminium auf einer Fläche von acht mal vier Metern.
Auf dem Denkmal ist zu lesen: „Hommage den Soldaten die sich weigerten zu schießen auf die Soldaten die sich weigerten zu schießen auf die Soldaten die sich weigerten zu schießen auf die Menschen die sich weigerten zu töten die Menschen die sich weigerten zu töten die Menschen die sich weigerten zu foltern die Menschen die sich weigerten zu foltern die Menschen die sich weigerten zu denunzieren die Menschen die sich weigerten zu denunzieren die Menschen die sich weigerten zu brutalisieren die Menschen die sich weigerten zu brutalisieren die Menschen die sich weigerten zu diskriminieren die Menschen die sich weigerten zu diskriminieren die Menschen die sich weigerten auszulachen die Menschen die sich weigerten zu diskriminieren den Menschen der Solidarität und Zivilcourage zeigte als die Mehrheit schwieg und folgte…“
Ursprünglich war überlegt worden, ein Denkmal am Schießplatz Dünnwald, wo im Kriege Deserteure hingerichtet worden waren, zu errichten. Wegen der Lage weit außerhalb des Stadtzentrums wurde jedoch von diesem Plan Abstand genommen.